# Claudia Heredia González
Claudia Josefina Heredia González es una abogada mexicana, catedrática, columnista y activista de derechos humanos. Estudió la licenciatura en derecho por la Universidad Autónoma de Tamaulipas y ha sido reconocida con la Presea de Oro Ray Tico Internacional (Costa Rica, 2019).

## Trayectoria
Cuatro años después de obtener el grado de licenciada en derecho, Claudia Heredia continuó con sus estudios de posgrado en la especialidad de derecho público (2006) por la Universidad Autónoma de Nuevo León. En 2008 fundó Vive Mejor Ciudadano A.C., asociación en Monterrey dedicada a los derechos humanos de la cual, es directora.
En 2011 participó como representante del Comité Jurídico de Abogadas y Abogados del Ayuntamiento de Victoria en Tamaulipas. Desde 2013 es columnista en los periódicos La verdad y Metrópoli del mismo estado.
En 2014 publicó El poder de la relación. 7 relaciones que practican los triunfadores, un año después Expresiones y episodios, libro compuesto por artículos de temas relacionados con la educación, la seguridad pública, la justicia y los derechos humanos. También incrementó su actividad como conferencista en el ámbito del derecho en los estados de Tamaulipas y Nuevo León. Debido al trabajo de promoción de la lectura de la asociación civil que integra, fue reconocida con la mención honorífica del Premio al Fomento a la Lectura y la Escritura (2017) por la Sala de Lectura Infantil y Juvenil "Vive Mejor Ciudadano".
Recibió la Presea de Oro Ray Tico Internacional en 2019 por su trayectoria profesional, junto a otros galardonados debido a su contribución a la cultura y a mejorar el entorno en sus países.
En el marco de la Feria Internacional del Libro (2020) organizada por el Instituto Tecnológico y de Estudios Superiores de Monterrey, Claudia Heredia presentó Un diez ciudadano por los derechos de los niños, niñas y jóvenes de América Latina, decálogo para mejorar la situación de la niñez y la juventud en las zonas marginadas.

## Libros publicados
- El poder de la relación. 7 relaciones que practican los triunfadores (2014).[8]
- Expresiones y episodios (2015).[9]
- Mujeres y Hombres de Cambio. Historias de vida del Siglo XXI (2020).[10]

## Premios y distinciones
- Premio Estatal de la Juventud en Tamaulipas (México, 2003).
- [Nominación] Medalla Mérito Cívico "Eduardo Neri, Legisladores de 1913” (México, 2008).
- [Mención honorífica] Premio al Fomento a la Lectura y la Escritura (2017).
- Presea de Oro Ray Tico Internacional (Costa Rica, 2019).[11]